# Filamina
Le filamine sono una classe di proteine che contengono due microfilamenti con un ampio angolo di legame. Nei mammiferi le filamine sono costituite da un dominio che lega l'actina al suo terminale N (azotato seguito da 24 sequenze ripetute, lunghe circa 95 amminoacidi ciascuna e simili alle immunoglobuline. La filamina può essere scissa in due specifiche regioni di queste sequenze, tra le ripetizioni 15-16 e 23-24, per generare filamenti più piccoli. La filamina ha due piunti di legame tra i due filamenti di actina con un collegamento a "V" tra di loro, in modo da orientare i filamenti di actina quasi con un angolo retto uno rispetto all'altro.
Esistono tre tipi di filamina: la filamina A, B e C. Un aumento di espressione della filamina A inibisce la proliferazione delle cellule neoplastiche nei casi di carcinoma della vescica, bloccandone il ciclo cellulare e inducendone l'apoptosi. La filamina A, inoltre, riduce la motilità di queste cellule e la loro capacità di infiltrarsi nei tessuti circostanti.

## Filamina A
La filamina A è nota anche per avere un'importante funzione strutturale nel sistema cardiovascolare. In particolare, l'American Association of Hematology ha studiato il suo ruolo nel corretto funzionamento delle piastrine: pare che mutazioni genetiche a carico del gene che codifica per la filamina A alterino la produzione e la struttura del megacariociti, i precursori delle piastrine che si originano nel midollo osseo, con conseguente ridotta quantità di piastrine giganti e rallentamento del processo di cicatrizzazione delle ferite.

## Filamina C
La filamina C è importante per il funzionamento del cuore e dell'apparato scheletrico. In particolare, mutazioni a carico del gene che codifica per la filamina C può avere effetti deleteri sul tessuto muscolare cardiaco e su quello scheletrico, alterandone la struttura dei dischi intercalari e, dunque, il funzionamento. Molti studi clinici sono stati condotti al fine di valutare gli effetti delle mutazioni a carico del gene per la filamina C che causano cardiopatie in pazienti altrimenti sani. Alcuni di essi, effettuati dall'American College of Cardiology Foundation, mostrano che le mutazioni missenso di questo gene possono essere alla base di diverse cardiomiopatie. Nello specifico, la cardiomiopatia ipertrofica e la cardiomiopatia restrittiva sembrano spesso correlate ad alterazioni del funzionamento della filamina C. Approfondimenti futuri sul legame tra questa proteina e la struttura del miocardio potrebbero portare allo sviluppo di strategie di prevenzione dell'insorgenza o dell'evoluzione di questo tipo di cardiomiopatie.